# (5870) Балтимор
(5870) Балтимор (лат. Baltimore) — астероид, относящийся к группе астероидов пересекающих орбиту Марса. Он был открыт 11 февраля 1989 года американским астрономом Элеанор Хелин в Паломарской обсерватории и назван в честь Балтимора, крупного города в США

Орбита астероида Балтимор и его положение в Солнечной системе